# گیوه‌بافی

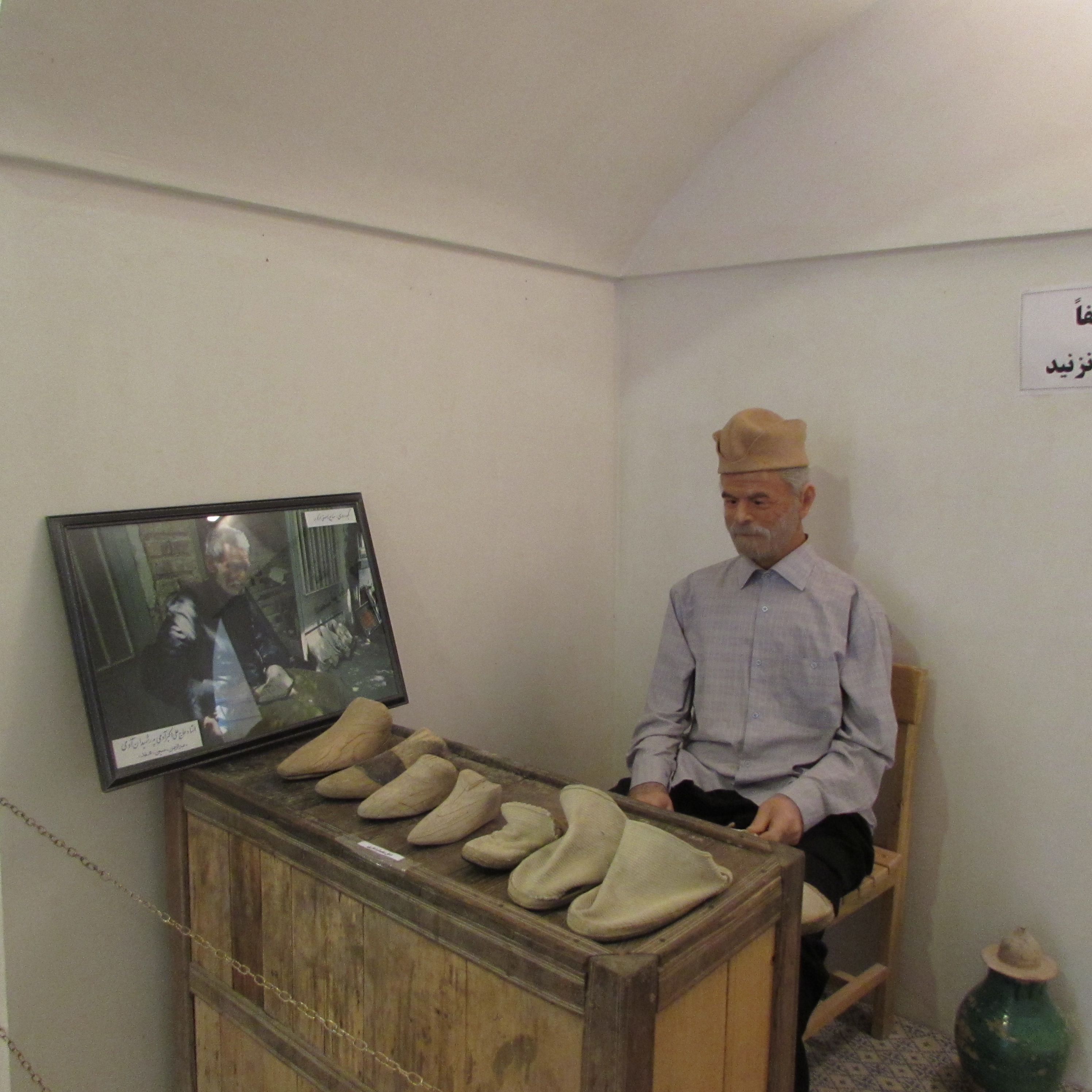
گیوه دوزی در ابرکوه

گیوه‌بافی یا گیوه‌دوزی از قدیمی‌ترین صنایع دستی سرزمین ایران است و طبق سندهای تاریخی به‌دست آمده پیشینهٔ این صنعت به حدود ۱۰۰۰ سال پیش باز می‌گردد.

## پیشینه
گیوه یکی از قدیمی‌ترین صنایع دستی ایران است. 
البلخی تاریخ‌نویس، در سال ۱۱۰۵ میلادی می‌گوید که غندیجان (جمیلهٔ امروز) در فارس در صنعت گیوه‌بافی مشهور بوده‌است. در سال ۱۳۴۰ میلادی نیز مستوفی جغرافی‌نگار، پس از بازدید از آن منطقه می‌نویسد که پیشهٔ گیوه‌بافی در آنجا در اوج تکامل بوده‌است.
پای‌افزار گیوه، با توجه به آب و هوای معتدل ایران خنک، سبک و قابل شستشو طراحی شده‌است و به دلیل داشتن تمامی این ویژگی‌ها در میان روستاییان و کشاورزان، از گذشته تا امروز مورد استفاده قرار گرفته‌است.

## روش ساخت
مراحل ساخت و تولید گیوه در ۴ مرحلهٔ چرم‌سازی، رویه‌بافی، تخت‌کشی و گیوه‌دوزی خلاصه می‌شود.

### چرم‌سازی
ابتدا پوست گاو را که از بدنش جدا شده و کاملاً تمیز شده‌است، به درون حوض آبی می‌اندازند و به مدت یک هفته نگه می‌دارند تا خیس بخورد؛ سپس آن را وارد حوض دیگری از محلول آب و آهک می‌اندازند و هر ۳ - ۴ روز پوست را زیر و رو می‌کنند تا محلول به همه جای آن برسد. پس از گذشت یک ماه که پوست در آب و آهک ماند آن را خارج می‌کنند و ۲ روز در محلول آب، زاج و نمک نگه می‌دارند؛ پس از آنکه خشک شد آن را با پیه و چربی‌های داغ‌شده چرب می‌کنند و ۲ تا ۳ روز نیز در برابر نور آفتاب قرار می‌دهند تا چربی لازم جذب آن شود. از این چرم برای کمری، نقاب و پاشنهٔ گیوه و... استفاده می‌شود. یادآوری می‌شود که گیوه‌بافان پیش از استفاده از چرم، آن را برای ۲ ساعت می‌خیسانند و پس از آن، بکار می‌گیرند.

### رویه‌بافی
برای رویه‌بافی اول باید ته اندازی کرد. تعداد دانه‌های ته‌اندازی به‌طور تجربی با مساوی قرار دادن اندازهٔ پهنای دورتادور ۲ انگشت اشاره و وسط در کنار هم با مقدار دانهٔ بافته شده بوده‌است. همین طور که به رج بعدی می‌رسد؛ ابتدا ۳ دانه در رج اول بعد ۴ دانه در رج دوم و همین طور رو به بالا اضافه می‌شود تا اینکه به رج ۶۰ برسیم اکنون بافت سینهٔ رویه تمام شده‌است و حال باید پاشنه را بافت که خود ۹ رج است این ۹ رج وقتی کامل شود آخرین رج آن رجی هم تراز است و در یک خط صاف خواهد بود. از اینجا است که بافت ۹ رج برای دور ساق پا شروع می‌شود. پس از تمام شدن این رج‌ها روی رج یکی مانده به آخر یک رج را زنجیره‌بافی می‌کنند.
نخ مورد استفادهٔ رویه‌بافان نخ پنبه‌ای سه لا است و سوزن آن‌ها بلند و باریک است. یک جفت رویه را می‌توان در ۲ روز بافت. رویه‌بافی درایران حرفهٔ زنان بوده‌است.

### تخت‌کشی
درحال حاضر در رشتهٔ گیوه‌بافی ۲ نوع تخت استفاده می‌شود؛ تخت لاستیکی (امروزه به دلیل حوصله و زمان زیادی که تخت پارچه‌ای نیاز دارد و قیمت بالای آن از تخت لاستیکی که بیشتر لاستیک چرخ‌های ماشین است استفاده می‌شود.) و دیگری تخت پارچه‌ای که نوع اصیل و کهن در تخت کشی گیوه‌است و برتری‌های خاص خود را دارد.
تخت گیوه را از پارچه‌های کتانی محکم، کرباس یا پارچه‌های کهنه می‌سازند به این ترتیب که ابتدا آن‌ها را به شکل نوار نوار می‌برند. طول این نوارها به پهنای تخت مورد نظر بستگی دارد این نوارها را مرتب پشت سر هم قرار داده و با درفش وسط آن‌ها را سوراخ می‌کنند و دوال چرمی را از آن رد می‌کنند. با این کار این نوارها بهم دوخته می‌شوند و پاشنهٔ جلو و عقب که هر دو چرمی بوده و البته عقبی از جلویی پهنتر می‌باشد (پاش لنجه) هم به کف تخت پیوند می‌خورد.
درفش‌ها را داخل خاکستر می‌گذارند تا داغ شوند و بتوانند راحت از میان نوارها عبور کنند کار دوال رد کردن را چندین بار انجام می‌دهند تا پیوندها به خوبی صورت گیرد. وقتی کار دوال رد کردن تمام شد با نمد خیس تخت را نم‌دار می‌کنند و با شفره روی تخت می‌کشند تا سطح تخت هم تراز شود و ریش‌ریش‌های حاصل از جدا شدن تار و پود پارچه ریخته شود و اطراف آن مرتب گردد. سپس با نخ و سوزن اطراف تخت را به روش کج‌بافی می‌دوزند تا هیچ نخی بیرون نزند یا به اصطلاح در نرود و نوارها شکافته نشود.
اکنون با مشته روی تخت می‌کوبند و مرتب با نمد خیس تخت را نمدار می‌کنند و شفره می‌کشند. آنگاه مخلوطی از کتیرا و رنگ جوهری سرمه‌ای را آماده می‌کنند و روی تخت می‌ریزند و با شفره آن را روی سراسر تخت پخش می‌کنند تا به صورت یکدست و صاف به همه جای تخت برسد و در آن نفوذ کند. پس از این کار تخت آمادهٔ عرضه به گیوهٔ باف می‌باشد. تمامی این مراحل تا آماده شدن تخت نزدیک به ۲ روز زمان می‌برد.

### گیوه‌دوزی
برای شروع گیوه‌دوزی اول باید کمری و دوری (بانه، چرم) را دوخت؛ دوری تسمه‌ای چرمی است که دورتادور تخت قرار می‌گیرد. برای دوختن کمری و دوری ابتدا با درفش سوراخی در دوری و تخت ایجاد می‌کنند و سپس با نخ و سوزن آن‌ها را می‌دوزند. پس از آن یک تکه چرم را که سه گوش بریده‌اند برای قسمت پشت پاشنهٔ پا به انتهای تخت می‌دوزند. گاهی برای زیبایی از چرم‌های رنگی روی آن دوباره دوزی می‌کنند. سپس قالب‌های چوبی را داخل تخت گذاشته و رویه را روی آن می‌کشند و شروع به دوختن رویه به دور تخت می‌کنند. سپس با مشته محکم روی گیوه می‌کوبند تا رویه شکل قالب را به خود گیرد.
جلوی قالب پوزهٔ باریک و پشت آن که خود متشکل از چند قالب مکعبی است، مستطیلی است که با اندازهٔ گیوه همخوانی دارد. بعد از دوختن کمری و رویه که با درفش (دروش) کوتاه تیغه گردی انجام می‌شود قسمت اضافهٔ دوری را به روی نوک گیوه بر می‌گردانند و با نخ و سوزن به رویه می‌دوزند چون این قسمت در برابر سنگ محکم‌تر است به سنگ بر یاد می‌شود همچنین قسمت اضافی در انتهای دوری را هم به پشت گیوه می‌دوزند.
برای بریدن نخ یا چرم اضافه از شفره استفاده می‌کنند و برای تیز کردن کش کارد و شفره از سنگ‌های آهکی کف رودخانه‌ها استفاده می‌کنند.